# Euromaster
Euromaster is een Europees netwerk van service- en verkooppunten voor autobanden en auto-onderhoud. Euromaster is een dochteronderneming van Michelin en heeft ruim 2300 vestigingen in zeventien landen.

## Geschiedenis
De onderneming is eind jaren 60 onder de naam ATS Euromaster in Groot-Brittannië ontstaan als resultaat van een samensmelting van diverse bandenspecialisten. De nadruk lag aanvankelijk op dienstverlening aan transportondernemingen, leasebedrijven en landbouw- en industriebedrijven. Later werd ook het personenauto segment toegevoegd. Eind jaren 80/begin jaren 90 werd de basis gelegd voor Euromasters huidige bedrijfsvorm. In Nederland verenigden zich in 1991 een vijftal bandenservicebedrijven ook onder de naam Euromaster.. Dit waren Ster bandenservice, Huisman bandentechniek, Jonge Cova banden, Keizer autobanden en Vulcano. Vanaf 2002 vond er in Europa de volgende uitbreidingen plaats:
| Periode     | Uitbreiding |
| ----------- | --- |
| 2003        | Samenvoeging Euromaster en Viborg (groei met 500 vestigingen)                                                                                |
| 2004 – 2008 | Integratie van nieuwe service centers in Frankrijk, Duitsland, Polen, Spanje en Zweden                                                       |
| 2009        | Integratie van nieuwe vestigingen in Roemenië en franchise-netwerk in Polen                                                                  |
| 2010        | Uitbreiding in Noorwegen, start franchise-netwerk Italië, uitbreiding franchise-netwerk in Duitsland en Spanje, overname van groep Servireda |
| 2011        | Partnership met 160 vestigingen van Rodi in Spanje                                                                                           |

## Vestigingen in Nederland
Euromaster is sinds november 1991 in Nederland actief. Het hoofdkantoor is gevestigd in Deventer. In totaal heeft Euromaster Nederland 81 servicepunten (2025) en biedt werkgelegenheid aan circa 550 mensen.